# 1. Ingenieurbrücke (Sankt Petersburg)
Die 1. Ingenieurbrücke (russisch 1-й Инженерный мост 1-j Inschenerny most) ist eine Metallbrücke in Sankt Petersburg, die den Fluss Moika überspannt und im Stadtbezirk Zentralny liegt. Sie verbindet die künstliche Sommergarteninsel mit der Erlöserinsel. An der südöstlichen Kaimauer der Brücke ist eine kleine Bronzeplastik, der Tschischik-Pyschik, angebracht. Die Brücke steht unter Denkmalschutz.
Ihren jetzigen Namen erhielt die Brücke 1882 aufgrund seiner Nähe zur Michaelsburg, die früher auch als Ingenieur-Schloss bekannt war. Vor der Umbenennung wurde sie Sommerbrücke (Летний мост Letni most) genannt. Die Bezeichnung bezog sich auf den Sommerpalast der Zarin Elisabeth I.

## Baugeschichte
Eine erste Holzbrücke entstand in den 1710er Jahren, nachdem die Moika weiter ausgebaut worden war. Knapp fünfzig Jahre später wurde eine neue Holzbrücke errichtet. 1824/25 wurde eine gusseiserne Brücke gebaut. Der Zwischenraum zwischen den Brückenbögen wurde mit Platten geschlossen, die mit antiken Schilden und Helmen verziert sind. Das 1826 installierte Brückengeländer ahmt ebenfalls antike Vorbilder nach. Die Pfosten sind in Form von Liktorenbündeln ausgeführt, die in Medusenköpfen enden. Das Muster setzt sich auf der anderen Straßenseite an der Südseite des Sommergartens im dortigen Zaun fort. 1949 musste die Brücke wegen starker Verformungen des Unter- und Oberbaus für den Verkehr gesperrt werden. In der Zeit von 1954 bis 1956 ersetzte ein vorgespannter Stahlrahmen mit eingesetzten Stahlbetonplatten für die Fahrbahn die ursprüngliche Gusseisenkonstruktion. Die Bogenzierelemente und das Geländer wurden ebenfalls restauriert. Die sechseckigen Laternen sind Nachbauten historischer Vorbilder. 2002 wurde die Brücke ein weiteres Mal saniert und 2019/2020 die Straßendecke erneuert.